# Archivo de Seguridad Nacional

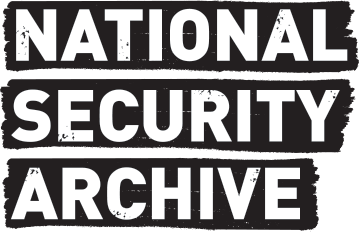
Logo Archivo Nacional de Seguridad (en inglés)

El Archivo Nacional de Seguridad (National Security Archive) es una institución no gubernamental sin ánimo de lucro localizada en la Universidad George Washington en Washington D. C. en los Estados Unidos. Fundada en 1985 por Scott Armstrong, esta institución archiva y publica documentos desclasificados por el gobierno federal de los Estados Unidos relacionados con la política exterior de dicho país. El archivo recolecta y analiza los documentos de varias instituciones de gobierno obtenidas gracias al Acta de Libertad de Información (Freedom of Information Act). El archivo entonces selecciona para hacerlos públicos en forma de manuscritos y microfichas a la vez que los publica en su página web, la cual recibe cerca de medio millón de descargas diarias.